# Eois funiculata
Eois funiculata là một loài bướm đêm trong họ Geometridae.